# Peter Nicolai Arbo
Pour les articles homonymes, voir Arbo.
Peter Nicolai Arbo (1831–1892) était un peintre norvégien qui a beaucoup travaillé sur des sujets historiques et des images issues de la mythologie nordique. Ses peintures les plus connues sont Åsgårdsreien (1872) et Valkyrien (1865). 

## Biographie
Peter Nicolai Arbo a grandi au Manoir Gulskogen à Gulskogen, un arrondissement de la ville de Drammen en Norvège. Il est le fils du directeur Christian Fredrik Arbo (1791-1868) et de son épouse Marie Christiane von Rosen. Son frère Carl Oscar Eugen Arbo est un médecin militaire et un pionnier dans les études anthropologiques norvégiennes. La maison d'enfance d'Arbo, Gulskogen, a été construite en 1804 comme résidence d'été pour son cousin Peter Nicolai Arbo, marchand de bois et industriel.
Arbo commence son éducation artistique avec une année (1851-1852) à l'école d'art gérée par Frederik Ferdinand Helsted (1809-1875) à Copenhague. Ensuite, il étudie à l'académie d'art de Düsseldorf, sous la direction de Karl Ferdinand Sohn de 1853 à 1855 et sous la direction d'Emil Hünten, peintre animalier et de scènes historiques, de 1857 à 1858. À Düsseldorf, il est pendant quelque temps un étudiant privé du peintre d'histoire Otto Mengelberg (1817-1890). Il a un contact avec Adolph Tidemand et devient un bon ami de Hans Gude, tous deux professeurs à l'académie d'art de Düsseldorf. En 1861, Arbo retourne en Norvège et l'année suivante, il part en voyage d'études avec Gude et Frederik Collett. 
En 1866, il est nommé Chevalier de l'Ordre royal norvégien de Saint-Olav et Chevalier de l'Ordre de Vasa. Il occupe de nombreux postes, notamment à titre de juré à Stockholm en 1866 et à Philadelphie en 1876. En 1873, il est commissaire de l'exposition du département d'art de Vienne. Il est également membre de la National Gallery Company à partir de 1875 et directeur de la Christiania Art Society de 1882 jusqu'à sa mort.

## Galerie d'images

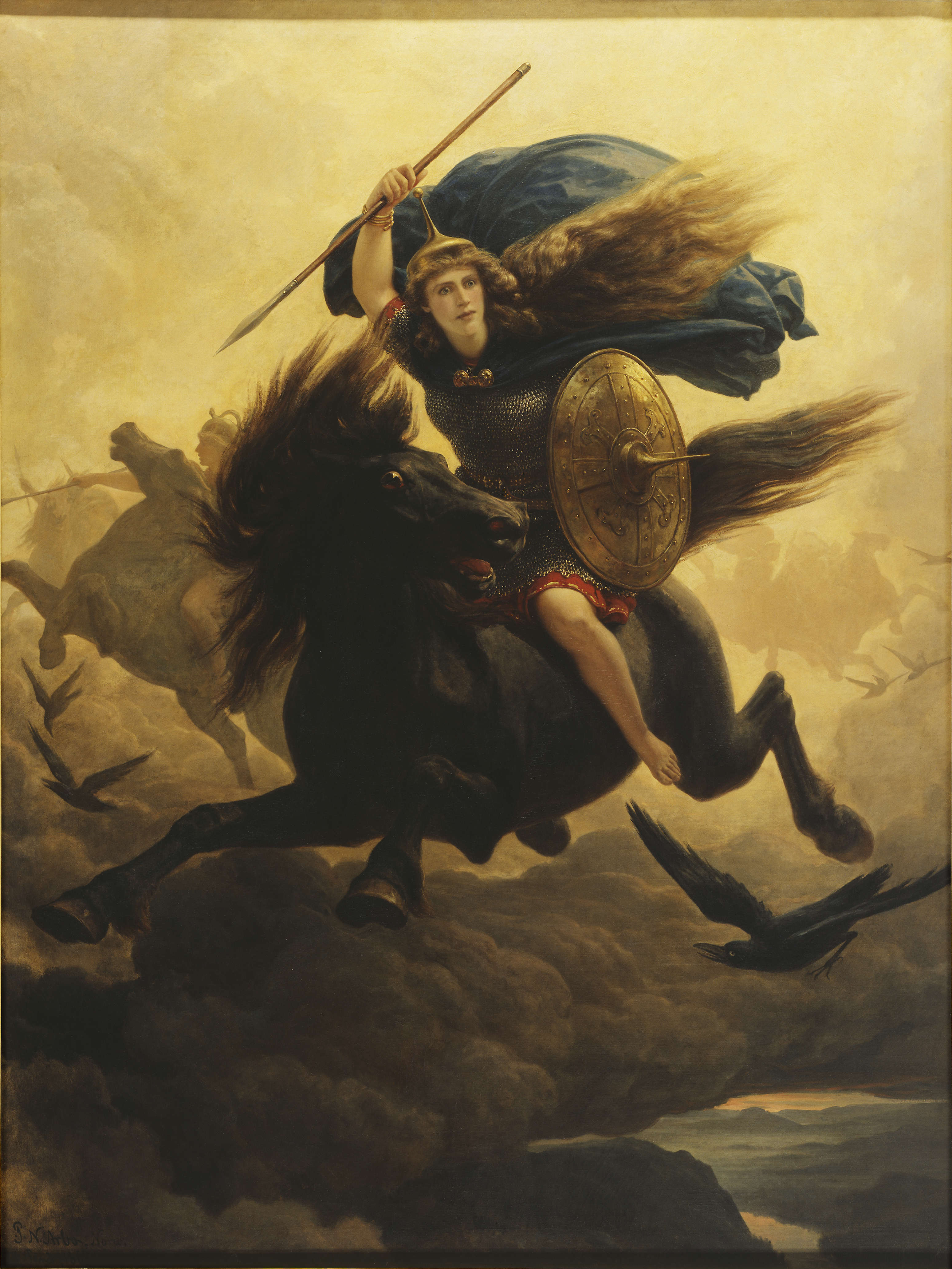
Valkyrien (Valkyries), 1865
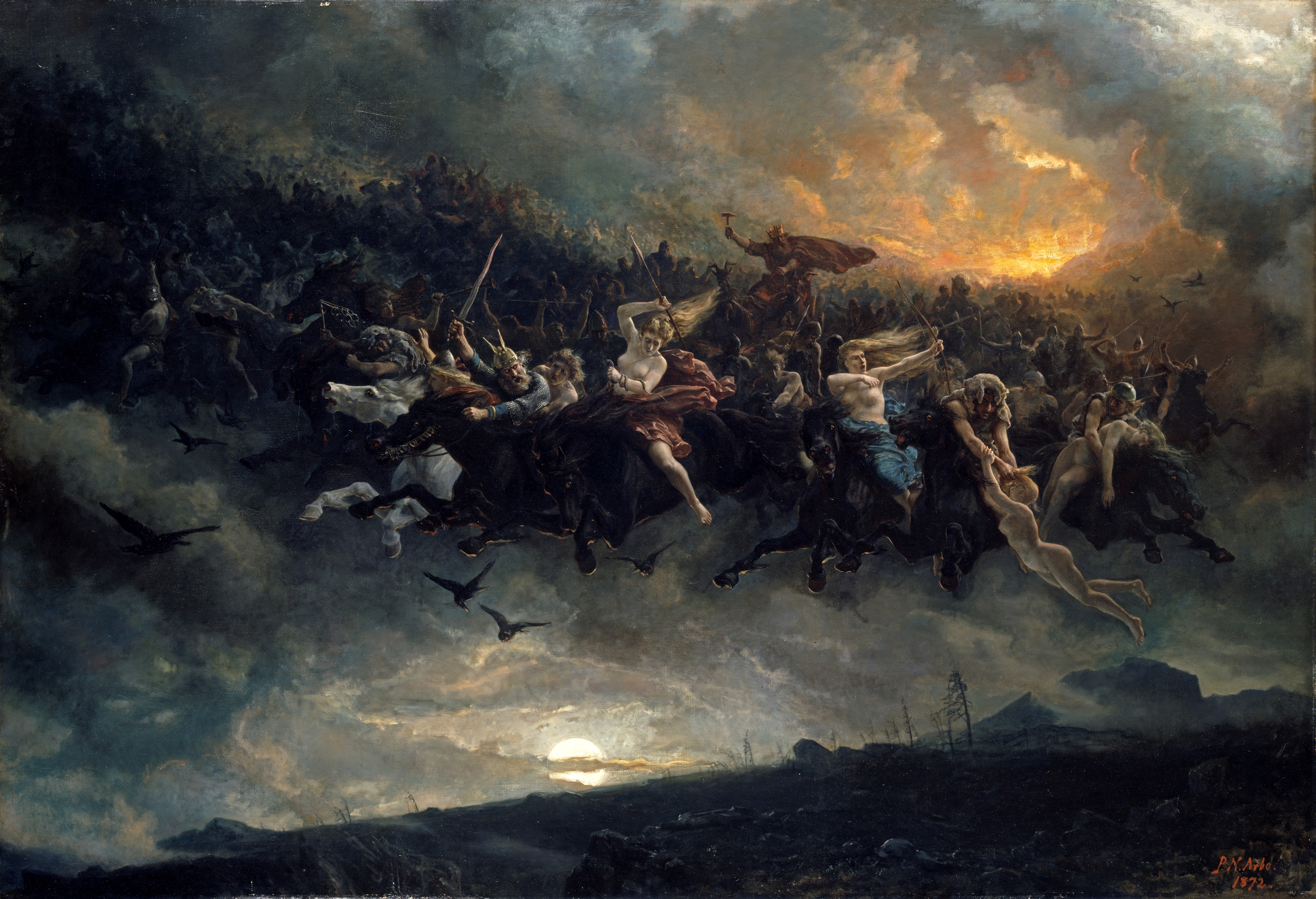
Åsgårdsreien, 1872
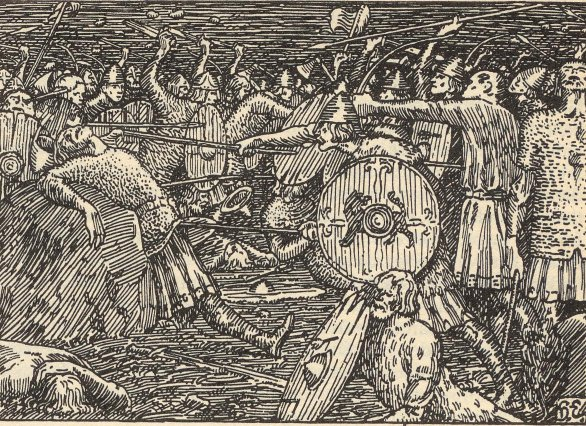
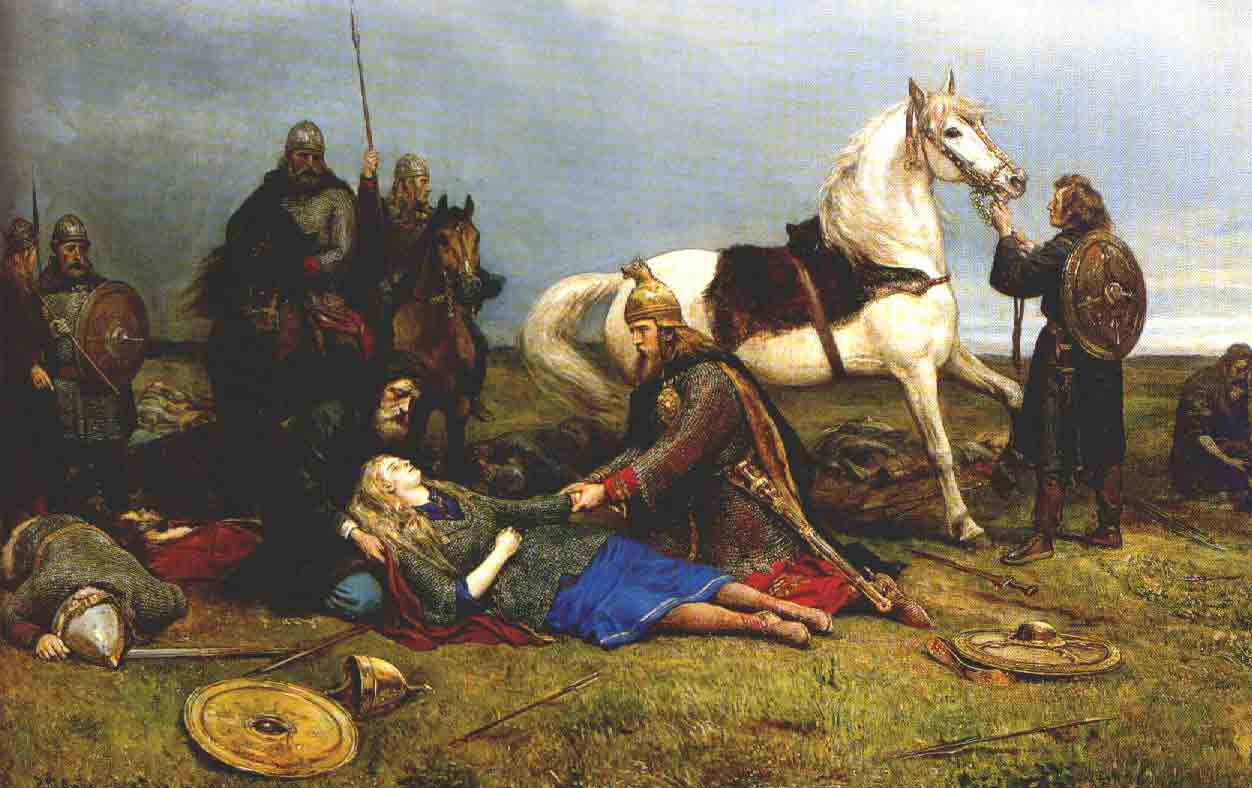
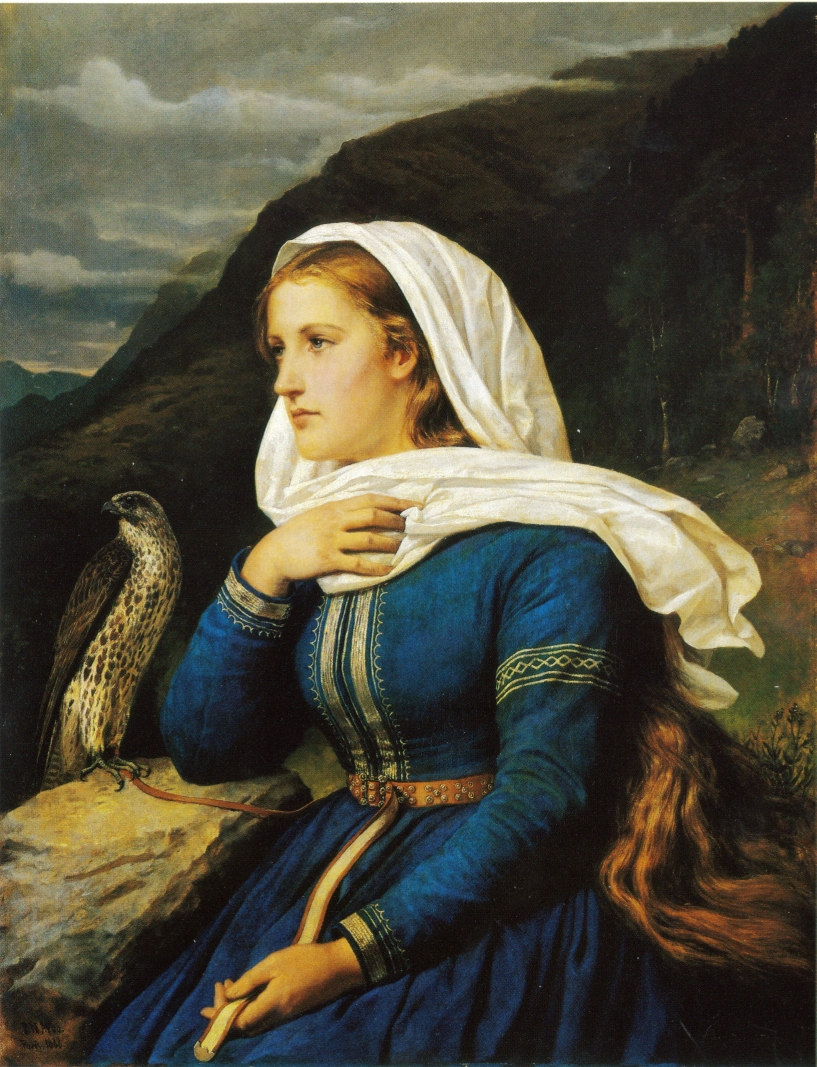
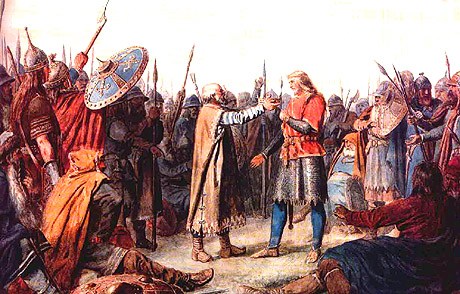
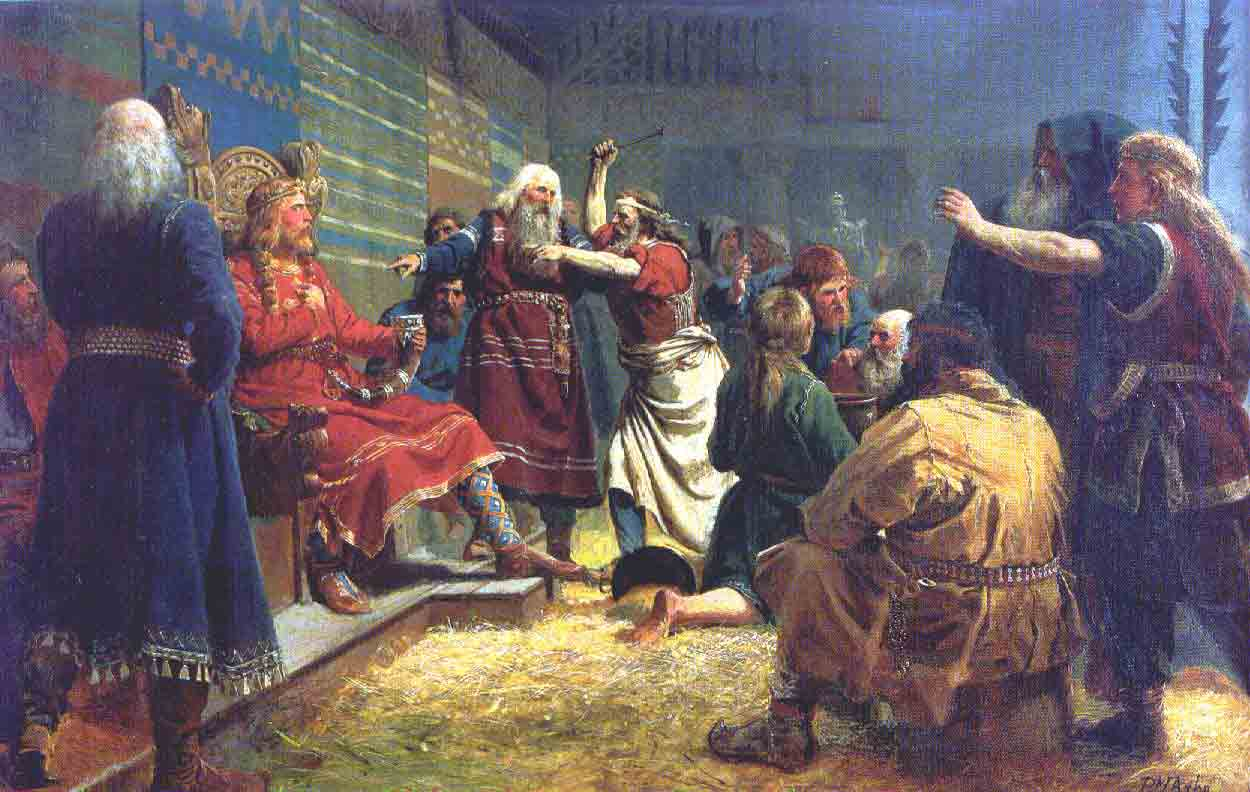
Håkon le Bon (Håkon den Gode), 1860
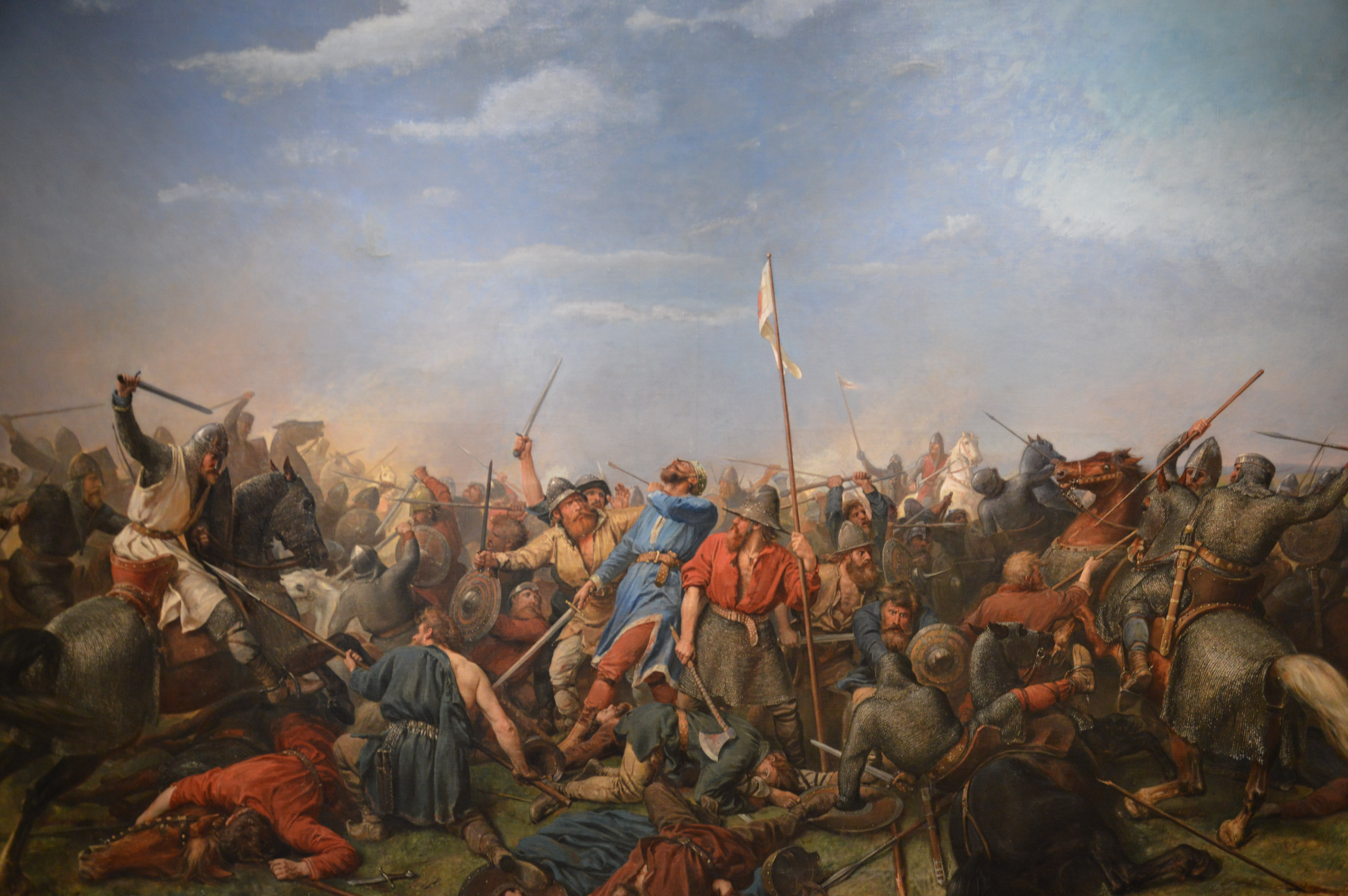
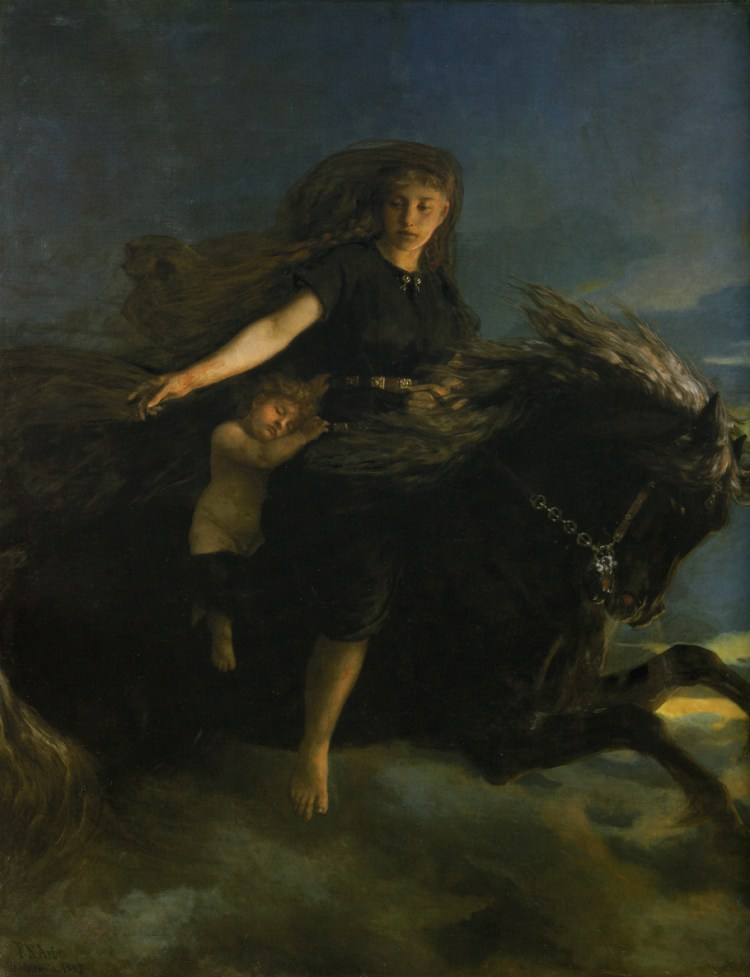
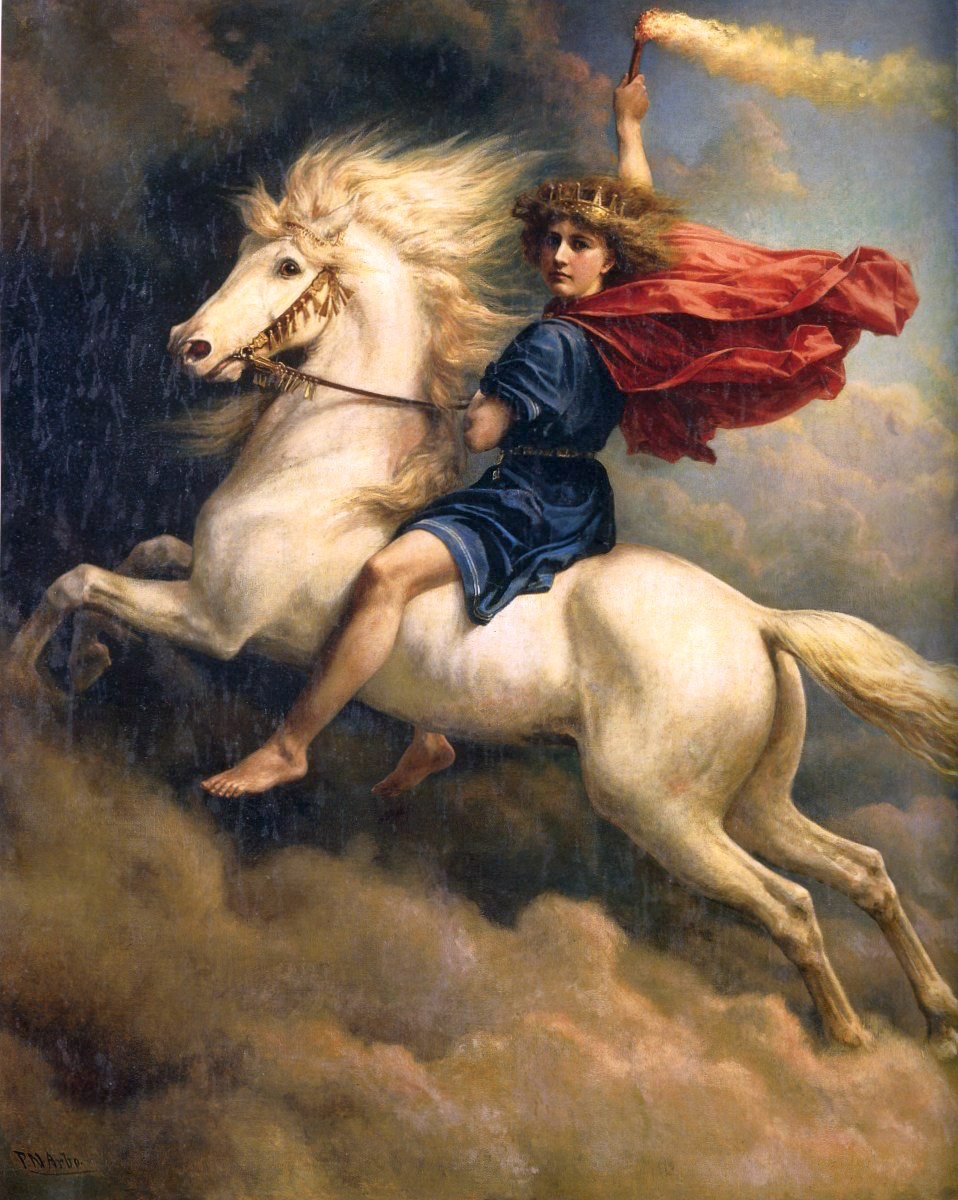